# Laval-d’Aix
Laval-d’Aix ist eine französische Gemeinde mit 112 Einwohnern (Stand 1. Januar 2022) im Département Drôme in der Region Auvergne-Rhône-Alpes. Sie grenzt im Westen an Molières-Glandaz und Die, im Nordwesten an Romeyer, im Norden an Chichilianne (Berührungspunkt), im Nordosten an Treschenu-Creyers, im Südosten an Châtillon-en-Diois, im Süden an Saint-Roman und im Südwesten an Solaure en Diois mit Aix-en-Diois.

## Weblinks

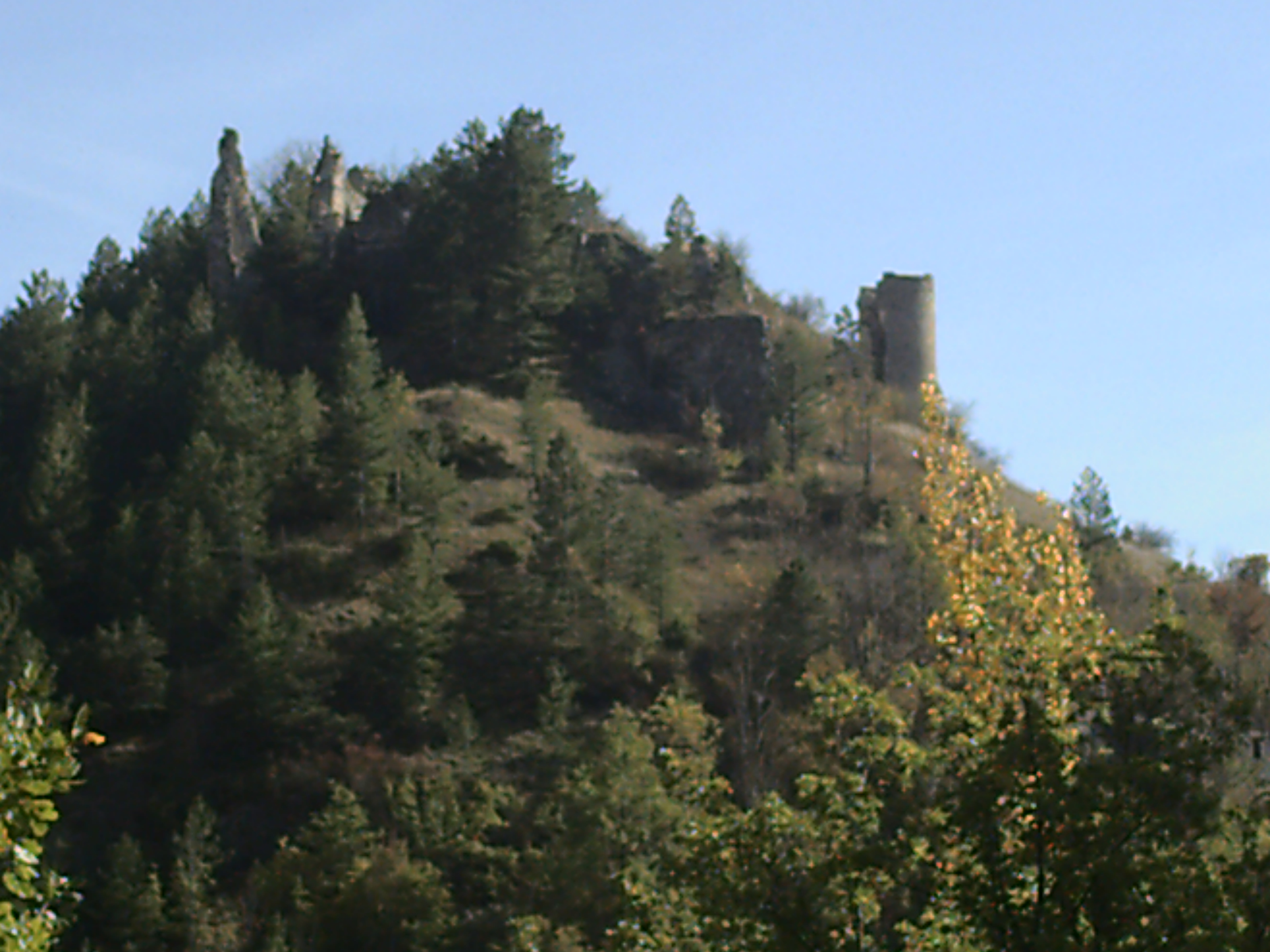
Ruinen des Schlosses von Laval-d’Aix

## Bevölkerungsentwicklung
| Jahr                       | 1962 | 1968 | 1975 | 1982 | 1990 | 1999 | 2008 | 2016 |
| -------------------------- | ---- | ---- | ---- | ---- | ---- | ---- | ---- | ---- |
| Einwohner                  | 63   | 69   | 43   | 62   | 83   | 89   | 114  | 122  |
| Quellen: Cassini und INSEE |      |      |      |      |      |      |      |      |

## Sehenswürdigkeiten
- Schlossruine